# 48 Pułk Lotnictwa Szturmowego

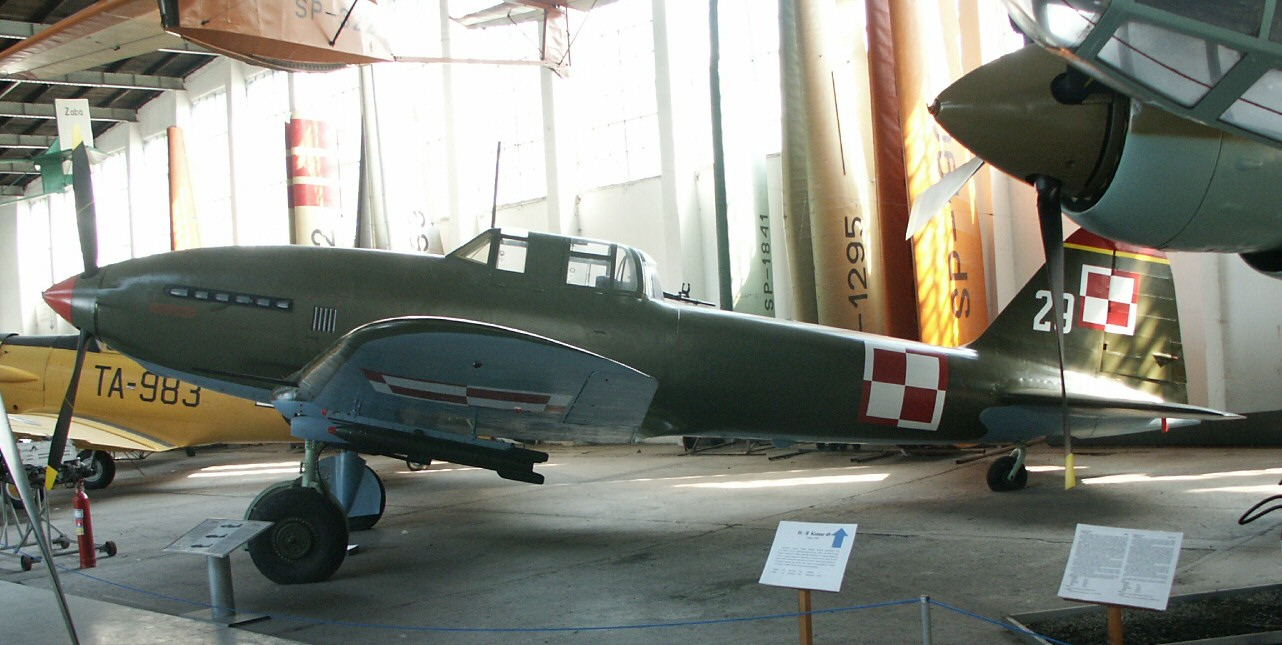
Ił-10

48 Pułk Lotnictwa Szturmowego (48 plsz) – oddział lotnictwa szturmowego ludowego Wojska Polskiego.

## Formowanie i zmiany organizacyjne
48 Pułk Lotnictwa Szturmowego został sformowany na podstawie rozkazu Nr 0096/Org. Ministra Obrony Narodowej z dnia 11 grudnia 1951.
Jednostka została zorganizowana na lotnisku w Przasnyszu, w okresie od 1 maja do 1 grudnia 1952, według etatu Nr 6/104 o stanie 307 żołnierzy i 2 pracowników kontraktowych. Pułk wchodził w skład 8 Dywizji Lotnictwa Szturmowego.
1 października 1953 roku w pułku znajdowały się 23 samoloty Ił-10.
W 1953 jednostka została dyslokowana na lotnisko Latkowo koło Inowrocławia, w miejsce 35 Pułku Lotnictwa Bombowego, który przebazował się do Przasnysza.
W 1960 na bazie pułku została sformowana 20 Eskadra Lotnictwa Artyleryjskiego. W tym samym roku jednostka została przemianowana na 48 Pułk Lotnictwa Myśliwsko-Szturmowego.
W 1963 pułk został rozformowany. Dwie eskadry stanowiły bazę dla utworzonego 56 Pułku Lotniczego, a trzecia została włączona w skład nowo powstałego 32 Pułku Lotnictwa Rozpoznania Artyleryjskiego.

## Dowódcy pułku
Wykaz dowódców pułków podano za: Józef Zieliński [red.]: Polskie lotnictwo wojskowe 1945-2010. s. 151.
- ppłk pil. Jan Akinszyn
- ppłk pil. Leon Krzeszowski